# Georges Weill (homme politique)
Pour les articles homonymes, voir Georges Weill et Weill.
Georges Weill, né à Strasbourg le 17 septembre 1882 et mort à Paris 16e le 10 janvier 1970) est un homme politique allemand, puis français.

## Biographie
Fils d'un négociant alsacien assez aisé, de culture juive, il quitte Strasbourg pour suivre des études parisiennes au début du siècle. Il fréquente alors les milieux socialistes collectivistes et participe au congrès socialiste de Lyon en 1901.
De retour en Alsace, il achève ses études en 1904 avec un doctorat de sciences politiques, tout en poursuivant son engagement socialiste à la fois sur le terrain et dans les journaux socialistes allemands, comme le Vorwärts ou la Fränkische Tagespost.
À partir de 1908, il devient un contributeur régulier de L'Humanité, et se rend régulièrement à Paris, où il rencontre Jean Jaurès.
En 1912, il est envoyé par son parti faire campagne à Metz, ville qu'il connaît à peine, et l'emporte malgré une forte mobilisation de la droite locale. Sa carrière au Reichstag est surtout marquée par une interpellation du Chancelier Bethmann-Hollweg, en décembre 1913, à l'issue de laquelle le parlement vote à une très large majorité une motion de défiance à l'égard de l'exécutif.
Alors que la tension monte entre la France et l'Allemagne, il passe l'été 1914 en France, et se trouve face à Jean Jaurès lors de l'assassinat de ce dernier le 31 juillet . Il s'engage alors dans l'armée française, ce qui lui vaut une condamnation à mort par un conseil de guerre allemand.
Agent de liaison, promu capitaine en 1917, il est entre autres chargé d'une mission auprès d'Alexandre Kerenski dont il revient assez sceptique sur la viabilité du gouvernement issu de la révolution de Février.
Après la guerre, militant SFIO, conseiller général du Bas-Rhin, il est candidat malheureux à la députation en 1919, et choisit lors du congrès de Tours, auquel il participe, de soutenir la ligne de Léon Blum, avant de se rapprocher de Pierre Renaudel et de se retrouver dans le courant néo-socialiste. Dans les débats alsaciens, il est un farouche adversaire de l'autonomisme. Il s'oppose notamment à la pérennisation du droit local.
Élu député du Bas-Rhin en 1924, battu en 1928, il profite du retrait, en 1932, de Jacques Peirotes pour retrouver un siège à la Chambre des députés. En 1933, lorsque les néo-socialistes quittent la SFIO, Weill décide, sans pour autant renoncer à ses orientations, de ne pas les suivre. En 1936, il est cependant distancé au premier tour par Charles Hueber pour lequel il se désiste.
Après ce dernier échec électoral, il se détourne de la vie politique. Il participe à la Seconde Guerre mondiale comme officier au service de l'information des armées, avant de réussir à rejoindre Alger où il intègre la direction de la France combattante.